# همه‌پرسی استقلال ترانس‌نیستریا ۱۹۹۱

## پیش زمینه
یک همه پرسی در 1 دسامبر 1991 در ترانس‌نیستریا  برگزار شد که در آن شهروندان منطقه ترانس‌نیستریا به ادامه استقلال عملی خود و به رسمیت شناختن بین المللی به عنوان یک کشور مستقل، آزاد و یکی از اعضای جامعه بین المللی رأی دادند.
97.7 درصد از کسانی که به پای صندوق های رای آمدند، موافقت خود از جدایی از مولداوی را برگزیدند. 
از نظر شمارش، 372027 نفر در این همه‌پرسی شرکت کردند که از این تعداد، 363647 نفر به استقلال جمهوری پریدنستروی از جمهوری مولداوی رای دادند.
برای نظارت بین المللی، برگزارکنندگان همه‌پرسی  از نمایندگانی از جمله نمایندگان وزارت خارجه ایالات متحده دعوت کردند. با این حال، تنها نمایندگان شورای شهر سن پترزبورگ دعوت به شرکت در آن را پذیرفتند. در جمع بندی ناظران، همه پرسی بیانگر اراده واقعی مردم ترانس‌نیستریا برای استقلال از مولداوی بود. ایالات متحده که از این دعوت برای نظارت و بررسی این همه‌پرسی استقبال نکرد، بعداً در مورد صحت آن ابراز تردید کرد. در نتیجه مقامات ترانس‌نیستریا پیشنهاد برگزاری مجدد آن را دادند  و در واقع این کار را با همه پرسی ترانس‌نیستریا در سال 2006 انجام داد.

## لینک های خارجی
- تاریخچه ایجاد و توسعه پارلمان جمهوری پریدنسترووی مولداوی (PMR)
- داده های CEC در مورد همه پرسی (Olvia Press - سایت رسمی)